# ۴۶۶ (قمری)
۴۶۶ (قمری)، چهارصد و شصت و ششمین سال در گاهشماری هجری قمری است. اول محرم این سال برابر با دوازدهم سپتامبر سال ۱۰۷۳ میلادی میباشد.

## زادگان
- امین‌الدوله بن تلمیذ، پزشک برجسته، موسیقی‌دان، ادیب، شاعر و نویسندهٔ چندزبان‌دان عراقی.